# María de la Paz Hernández
María de la Paz „Maripi“ Hernández Margalot (* 11. Januar 1977 in Buenos Aires) ist eine ehemalige argentinische Hockeyspielerin. Sie gewann mit der argentinischen Nationalmannschaft bei Olympischen Spielen eine Silbermedaille und zwei Bronzemedaillen und war Weltmeisterin 2002 sowie Weltmeisterschaftsdritte 2006.

## Sportliche Karriere
1999 siegten die Argentinierinnen bei den Panamerikanischen Spielen in Winnipeg. Bei den Olympischen Spielen 2000 in Sydney belegten die Argentinierinnen den zweiten Platz in der Vorrunde hinter den Australierinnen, wobei die Argentinierinnen den direkten Vergleich mit 1:3 verloren. Mit drei Siegen in der Zwischenrunde konnten die Argentinierinnen den zweiten Platz erhalten und traten im Finale erneut gegen die australische Mannschaft an. Auch das Finale verloren sie mit 1:3.
Ende 2002 fand die Weltmeisterschaft in Perth statt. Die Argentinierinnen gewannen ihre Vorrundengruppe und bezwangen im Halbfinale die Australierinnen mit 1:0. Im Finale siegten sie im Siebenmeterschießen gegen die Niederländerinnen. Bei den Panamerikanischen Spielen 2003 in Santo Domingo gewann die argentinische Mannschaft den Titel. Im Jahr darauf bei den Olympischen Spielen 2004 in Athen belegten die Argentinierinnen in der Vorrunde den zweiten Platz. Im Halbfinale unterlagen sie den Niederländerinnen im Siebenmeterschießen, gewannen aber das Spiel um die Bronzemedaille mit 1:0 gegen die Chinesinnen.
2006 bei der Weltmeisterschaft in Madrid belegten die Argentinierinnen in der Vorrunde den zweiten Platz hinter den Australierinnen. Im Halbfinale unterlagen sie den Niederländerinnen mit 1:3, im Spiel um Bronze besiegten sie die Spanierinnen mit 5:0. Gegen die Spanierinnen erzielte Hernández einen Hattrick, als sie zwischen der 2. und 12. Minute zwei Feldtore erzielte und eine Strafecke verwandelte. Bei den Olympischen Spielen 2008 in Peking belegten die Argentinierinnen in ihrer Vorrundengruppe den zweiten Platz hinter den Deutschen, wobei die Argentinierinnen den direkten Vergleich mit 4:0 gewonnen hatten. Im Halbfinale unterlagen sie den Niederländerinnen mit 2:5. Im Spiel um den dritten Platz trafen die Argentinierinnen wieder auf die Deutschen und siegten mit 3:1.
Ihr Bruder Juan Martín Hernández war Mitglied der argentinischen Rugby-Union-Nationalmannschaft.